# Comunió Tradicionalista Carlista
Comunió Tradicionalista Carlista (CTC) és un partit polític espanyol d'extrema dreta i confessionalment catòlic. Es va fundar el 1986 en l'anomenat «Congrés d'Unitat Carlista» celebrat a San Lorenzo de El Escorial, en el qual es van fusionar diversos grups tradicionalistes que s'havien separat del Partit Carlí a causa del fet que no acceptaven la seva evolució ideològica cap a posicions d'esquerra, concretades en l'anomenada «via carlista cap al socialisme autogestionari» de Carles Hug de Borbó i Parma. Pren el nom del partit polític del carlisme en els anys 1930, Comunió Tradicionalista.
Al «Congrés d'Unitat Carlista» van participar tres partits polítics diferents: la Comunió Catòlic-Monàrquica, vinculada al «Centre d'Estudis General Zumalacárregui» de Francisco Elías de Tejada, localitzada a Madrid; Unió Carlista, integrada pels últims partidaris del carloctavisme i de la Regència Nacional i Carlista d'Estella de Maurici de Sivatte; i la Comunió Tradicionalista (1975), constituïda per antics seguidors de Francesc Xavier de Borbó i Parma.
El seu primer president va ser Domingo Fal. El 1996 alguns elements franquistes i integristes, que al principi van concórrer a la fundació, van ser expulsats. En el seu IV Congrés, celebrat el 1997, seria elegit Carlos Ibáñez Quintana, exmilitant d'Unió Carlista, com a nou president.

## Posició política de la Comunió Tradicionalista Carlista
La CTC afirma que la seva posició política es concentra en el lema històric del carlisme, "Déu, Pàtria, Furs, Rei". Manté també la simbologia històrica del carlisme, incloses la Creu de Sant Andreu, l'Oriamendi i la clàssica boina vermella o blanca. Pretén un model d'organització social qualificat de natural i inspirat en la tradició política espanyola, format pels regnes i les divisions territorials que es van anar formant durant la Reconquesta. Vol, així, reemplaçar els Estatuts d'Autonomia per un sistema foral de respecte a la subsidiarietat i a l'autogestió. A més pretenen eliminar els partits polítics i implantar un sistema polític orgànic.
Quant a la qüestió religiosa, la CTC és una agrupació confessionalment catòlica, afirmant defensar com base de la seva acció política la Doctrina Social de l'Església. Part del principi "Res sense Déu", que defensa en el seu programa polític: assumeix el Dret Públic Cristià, aplicant una cosmovisió catòlica a tots els aspectes de la vida social. En aquesta, línia la CTC és radicalment contrària al divorci, l'avortament, l'eutanàsia, els matrimonis entre persones del mateix sexe, el laïcisme institucional en l'educació pública i qualsevol altre concepte contrari a la visió catòlica de la família o la vida.

## Estructura i activitats de la Comunió Tradicionalista Carlista
La CTC té una estructura de treball basat en una Junta de Govern, la presidenta actual del qual (2006) és María Cuervo-Arango Cienfuegos-Jovellanos, i que es conforma a partir del Congrés Nacional. Existeixen cercles i grups carlins en diverses poblacions espanyoles (Madrid, Barcelona, Bilbao, València, Sevilla, Llíria, etc.), mantenint vincles amb grups catòlics tradicionalistes estrangers. Té a més una associació juvenil, Cruz de Borgoña, que organitza campaments juvenils anuals, així com una publicació, "Ahora Información". CTC ha pres part de diverses manifestacions en contra de la política del govern de José Luis Rodríguez Zapatero: contra el matrimoni entre persones del mateix sexe (2005), contra la Llei Orgànica d'Educació (2006), i contra la negociació del Govern socialista amb ETA a Pamplona (2007).

## Participació en processos electorals
L'any 1994 es va presentar a les eleccions al Parlament Europeu, obtenint en tot Espanya 5.226 vots (0,03%), dels quals 473 (0,21%) els va obtenir a Navarra.
També va concórrer a les eleccions generals de 2004, presentant candidatures al Senat a totes les circumscripcions electorals, i obtenint prop de 25.000 vots.
En les eleccions generals de 2008, la Comunió Tradicionalista Carlista es va presentar al Senat, també en totes les circumscripcions, i al Congrés en set províncies, amb uns resultats d'aproximadament 45.000 vots per a la cambra alta, dels quals 25.470 (0,48%) els va obtenir a la circumscripció de Barcelona, i 218 per a la baixa.
L'any 2014 es va presentar a les eleccions al Parlament Europeu, en la coalició "Impulso Social" amb Alternativa Española y el Partido Familia y Vida, obtenint 17.774 vots.